# چنگ رودکی
چنگ رودکی تصنیفی است از ساخته‌های روح‌الله خالقی که روی شعری از رودکی با عنوان بوی جوی مولیان و در بیات اصفهان ساخته شده‌است.

## ویژگی‌ها
تصنیف چنگ رودکی توسط روح‌الله خالقی و در بیات اصفهان ساخته شده‌است. شعر این قطعه، قصیده‌ای است رودکی که با «بوی جوی مولیان آید همی» آغاز می‌شود. در لغت‌نامه دهخدا آمده‌است که «مولیان» نام رودخانه‌ای در نزدیکی بخارا بوده‌است و امروزه نیز در همان منطقه رودخانه‌ای به اسم «جوی موالیان» وجود دارد. در این لغت‌نامه همچنین اشاره شده که مولیان نام منطقه‌ای در نزدیکی بخارا بوده که امیر اسماعیل سامانی در آن باغ‌ها و کاخ‌هایی ساخته و به موالیان وقف کرده‌است.
روایت شده که رودکی این شعر را در طول یکی از سفرهای نصر دوم سامانی ساخته‌است. نصر دوم در خلال این سفر در منطقه‌ای نزدیک به هرات تصمیم به اقامت موقت می‌گیرد، اما این اقامات چهار سال به طول می‌انجامد. امیران لشکر که مایل به اتمام سفر و بازگشت به بخارا بودند، از رودکی (که وزیر نصر دوم بود) درخواست کمک می‌کنند و او هم این قطعه را می‌سراید و برای نصر دوم می‌خواند. شنیدن این شعر نصر دوم را ترغیب به سفر می‌کند چنان‌که تا بازگشت به بخارا در هیچ جای دیگری توقف نمی‌کند. اما این روایت مورد تردید است، و احتمال داده می‌شود که رودکی این شعر را در مرو یا نیشابور سروده باشد.
قطعه با یک اورتور با وزن 2
4 آغاز می‌شود و موسیقی پرتحرکی دارد. اکثر موتیف‌های این قطعه، گسترهٔ صوتی به اندازهٔ چهارم درست دارند. اگر چه این قطعه در بیات اصفهان است، اما در بیشتر موتیف‌های آن از نت ریزپرده‌ای اصفهان پرهیز شده‌است که باعث شده که فضای صوتی آن تا حدی شبیه به دستگاه ماهور شود و این باعث ترکیبی از حس غم اصفهان و سرخوشی ماهور در قطعه احساس شود. پس از این اورتور پرتحرک، اصل تصنیف آغاز می‌شود که وزن 3
4 دارد (اگر چه به خاطر تندای آن می‌شود آن را 6
8 نیز دانست). ملودی در اکثر بخش‌های آوازی پیوسته‌است و جهش ندارد؛ تمرکز آن نیز بیشتر روی درجات دوم و سوم بیات اصفهان است. ابتدا خوانندهٔ زن (مرضیه) چند مصراع می‌خواند و پس از مصراع «زیر پایم پرنیان آید همی»، خوانندهٔ مرد (بنان) شروع بن خواندن می‌کند. قسمت‌هایی که خوانندهٔ زن می‌خواند با سنکپ آغاز می‌شود و ابتدای هر فراز آن دو ضربه جلوتر از ابتدای میزان‌هاست. اما قسمت‌هایی که خوانندهٔ مرد می‌خواند چنین نیست و در همان ضرب اول میزان آغاز می‌شود. با شروع خوانندگی صدای مرد، قطعه به دستگاه شور پرده‌گردانی می‌کند و برخلاف قسمت‌های قبلی که عمدتاً به صورت لگاتو (متصل) اجرا می‌شدند، آواز در اینجا حالت منقطعی پیدا می‌کند. آواز در عبارت «شاد باش و دیر زی» اوج پیدا می‌کند و از نظر فضای صوتی حالتی شبیه به گوشهٔ بیداد در دستگاه همایون پیدا می‌کند و سپس به مایهٔ اصلی در بیات اصفهان بازگشت می‌کند. در ادامه، خوانندهٔ زن موسیقی را به فضای آواز دشتی می‌برد و سپس‌تر، توسط خوانندهٔ مرد با یک ملودی پایین‌رونده به دستگاه همایون و آواز اصفهان بازگردانده می‌شود. در دنباله، ملودی حالتی بالارونده پیدا می‌کند که اگرچه در فضای صوتی اصفهان باقی می‌ماند اما حس تعلیقی ایجاد می‌کند که پاسخ آن توسط خوانندهٔ زن با مسرع «سرو سوی بوستان آید همی» و با تأکید بر نت شاهد دشتی صورت می‌گیرد که باعث حل این تعلیق در دستگاهی جدید می‌شود. در قسمت پایانی، ملودی دوباره پرتحرک می‌شود و بیت اول شعر این بار با حالتی جدید اجرا می‌شود. سپس ملودی اورتور اولیه، به صورت یک پاساژ تکرار می‌شود و قطعه پایان می‌گیرد.

## اجراها و بازخورد
اولین اجرای این تصنیف با صدای مرضیه و غلامحسین بنان در برنامهٔ گل‌های رنگارنگ شماره ۲۵۴ بود.
کامیار صلواتی، پژوهشگر موسیقی سنتی ایرانی، تصنیف چنگ رودکی را «یکی از درخشان‌ترین قطعات تاریخ موسیقی ایرانی» قلمداد کرده‌است.